# Barbora Braniborská (1464–1515)
Barbora Braniborská známá také jako Hlohovská (30. května 1464, Ansbach – 4. září 1515 tamtéž) byla braniborská markraběnka, hlohovská a krosenská kněžna a manželka českého krále Vladislava Jagellonského. Její označení jako české královny je ovšem sporné, protože manželství nebylo nikdy naplněno a nakonec papežem zrušeno.

## Biografie
Barbora se narodila jako dcera braniborského kurfiřta Albrechta III. Achilla z rodu Hohenzollernů a jeho druhé manželky Anny Saské, dcery saského kurfiřta Fridricha II. Saského a jeho manželky Markéty Habsburské.

### Manželka Jindřicha XI. Hlohovského
11. října roku 1472 byla jako osmiletá v Berlíně provdána za hlohovského knížete Jindřicha XI. Její muž jí písemně potvrdil, že po jeho smrti zdědí jeho knížectví v případě Jindřichovy bezdětnosti. Jindřich zemřel již roku 1476, avšak Barbořino dědické právo bylo napadeno zaháňským knížetem Janem II. Dokonce se tvrdilo, že Jindřich byl Hohenzollerny otráven, aby tak uvolnil cestu jejich dynastie k Hlohovskému knížectví. V následující válce mezi Janem a Hohenzollerny se roku 1480 podařilo zaháňskému knížeti Hlohovsko ovládnout. V roce 1482 pak byl podepsán mír, který Barboře zajišťoval Krosenské knížectví. To však musela podstoupit svým braniborským příbuzným jako náhradu škod, způsobených ve válce.
Po Jindřichově smrti přesídlila na zámek v Krosně Odrzańském, kde žila až do konce života; zámek se od té doby stal „sídlem vdov“.

### Manželka Vladislava Jagellonského
Roku 1476 s Barborou, jíž bylo tehdy jen dvanáct let, ale byla již ovdovělou hlohovskou kněžnou po Jindřichovi XI., uzavřel v Ansbachu sňatek per procurationem (v zastoupení, jak velela dobová zvyklost) dvacetiletý český král Vladislav Jagellonský.
Vladislav svoji choť nikdy nepřevzal, aby ji uvedl do Prahy. Vinu na tom měl zřejmě uherský král Matyáš Korvín. Roku 1476 se zmocnil slezských knížectví a s Hlohovskem, jež zdědila Barbora po svém prvním choti a jež měla přinést věnem českému králi, naložil jako s odumřelým lénem.
Vladislav se prý cítil vázán manželským slibem, přesto již počátkem roku 1477 uvažovali jeho rádci o nové vhodné nevěstě. Český král začal usilovat o rozvod, ale papežská kurie, stranící Matyáši Korvínovi, ho celá léta nevyslyšela. To vyhovovalo jak uherskému králi, který v Římě proti Vladislavovi intrikoval, tak Habsburkům, neboť ani ve Vídni, ani v Uhrách si nepřáli spojení Jagellonců s Hohenzollerny. I když se později přece jen císař Fridrich III. Habsburský za Vladislava u papeže přimlouval, neboť pomýšlel na jeho sňatek se svojí dcerou Kunhutou, zůstal Řím neoblomný a papež Inocenc VIII. dokonce roku 1487 králi nařídil, aby svůj sňatek konzumoval. Vladislav neposlechl a Barboru do Čech nepřivedl.
Barbara 25. července roku 1492 zbavila Vladislava všech manželských závazků a souhlasila s rozvodovým procesem v Římě. Důvodem byly její tajné zásnuby s šlechticem Konradem von Heydek. V roce 1493 Barboru její bratři, aby tomuto manželství zabránili, uvěznili v zámku Plassenburg, kde strávila řadu let v izolaci. Manželství s Vladislavem Jagellonským zrušil teprve roku 1500 papež Alexandr VI.

### Vladislavova další manželství
Roku 1490 se Vladislav poté, co se stal po smrti Korvína uherským králem, oženil s Beatricí Neapolskou, dcerou neapolského krále Ferdinanda I. (Ferrante) z nelegitimní větve aragonské dynastie Trastámara a bezdětnou vdovou po Matyáši Korvínovi. Vzhledem k pozdní rozluce Vladislavova manželství s Barborou Braniborskou byl tento sňatek v podstatě neplatný.
V důsledku sbližování Jagellonců s francouzským královským dvorem v roce 1500 začalo se uvažovat o vzájemných sňatcích. Uskutečnil se pouze jeden. 23. března 1502 podepsali Vladislavovi zplnomocněnci svatební smlouvu s Annou z Foix a Candale, dcerou Gastona, hraběte z Candale, a Kateřiny z Foix. Právě až třetí manželka dala Vladislavovi dvě děti: Ludvíka a Annu.

### Smrt
Barbora zemřela 15. září roku 1515, místo její smrti není bezpečně známo. Pochována byla v klášteře v Heilsbronnu.